# Saverio Luigi Bandrés Jiménez
Saverio Luigi Bandrés Jiménez C.M.F., in spagnolo Javier Luis Bandrés Jiménez (Sangüesa, 1º dicembre 1912 – Barbastro, 13 agosto 1936), è stato un religioso spagnolo, martirizzato a Barbastro durante la Guerra civile spagnola e venerato come beato dalla Chiesa cattolica.

## Biografia
Nacque a Sangüesa, nella regione della Navarra. Benché avesse una naturale disposizione per la riflessione e gli studi non fossero un problema, possedeva un carattere focoso e non era difficile vederlo protagonista nelle dispute che sorgevano tra bambini e che spesso degeneravano in zuffe e successive ramanzine dei genitori, i quali faticarono non poco a gestire il carattere ribelle di Saverio Luigi. Il padre, Marcello, aveva un fratello clarettiano, il padre Vidal Bandrés, missionario in Colombia, che gioco un ruolo molto importante nella formazione del giovane. Poco dopo i dieci anni di età Saverio Luigi disse alla madre, Felisa: Mamma, io voglio diventare uno di coloro che vanno a predicare per il mondo.
Nel 1925 entrò nel seminario di Alagón, poi continuò a Cervera e il 15 agosto del 1930 emise la professione religiosa a Vic. Quindi si trasferì a Solsona e ancora a Cervera per studiare Filosofia e Teologia. Per ultimo arrivò a Barbastro per l'ultimo anno di teologia prevista prima dell'ordinazione.
Saverio Luigi era di carattere determinato e piuttosto nervoso, spesso incostante e soggetto a sbalzi di umore contro cui aveva imparato a lottare, chiedendo scusa ai confratelli. Amava la letteratura e soprattutto sognava di predicare. Per questa ragione aveva iniziato a raccogliere materiale che poteva essere utile per le sue omelie future. La mole di questi appunti, raccolti in innumerevoli cartelle ben ordinate, aveva ormai saturato ogni spazio disponibile nella sua camera. Il 18 marzo 1936, consapevole dei rischi a cui i religiosi erano sottoposti nel clima esacerbato di odio religioso, scriveva in una lettera alla famiglia:
(Gabriel Campo Villegas, Esta es nuestra sangre, p. 302)
Insieme ai suoi confratelli venne arrestato il 20 luglio del 1936 dalle milizie anarchiche sotto il comando del governo repubblicano che presero il potere a Barbastro e venne recluso nel salone della scuola dei padri Scolopi. Il 12 agosto 1936 firmò la lettera di offerta alla Congregazione con queste parole:
(Gabriel Campo Villegas, Esta es nuestra sangre, p. 219)
Insieme a 19 suoi confratelli venne fucilato la mattina del 13 agosto sul ciglio di una strada fuori città, fece parte del terzo gruppo di clarettiani di Barbastro che subirono il martirio. I loro corpi sono stati gettati in una fossa comune.

Dopo la guerra i resti dei martiri furono riesumati e si possono venerare oggi nella cripta della casa museo a Barbastro. Nel 2013 è uscito un film sulla vicenda intitolato "Un Dios prohibido" per la regia di Pablo Moreno.

## Culto
La beatificazione avvenne a Roma, ad opera di Giovanni Paolo II, il 25 ottobre 1992. La Chiesa cattolica lo ricorda il 13 agosto.